# Früher Frühling
Früher Frühling (jap. 早春, Sōshun) ist ein japanischer Spielfilm von Ozu Yasujirō aus dem Jahr 1956.

## Handlung
Shoji Sugiyama ist ein einfacher kaufmännischer Angestellter. Er fährt täglich mit seinen Kollegen mit dem Zug zur Arbeit nach Tokio. Shoji ist mit Masako verheiratet. Auf ihrer Ehe lastet jedoch der frühe Tod des Sohnes. Er wäre jetzt in der ersten Klasse. Shoji konzentriert sich seitdem auf seine Arbeit und seine Kollegen. Seine Frau vernachlässigt er. Nach der Arbeit trifft er sich mit seinen Kollegen zu Spielen und kommt erst spät nach Haus. Seine Kollegen wissen außerdem, dass er eine Affäre mit der Arbeitskollegin Chiyo hat. Aber auch seine Frau Masako weiß davon, schweigt aber. Erst als Shoji den Todestag des Sohnes vergisst, verlässt sie ihn. Shoji ist sich seiner Schuld bewusst und möchte sein Leben verändern. Er lässt sich von Tokio nach Mitsuishi versetzen. In der Abgeschiedenheit der kleinen Industriestadt in den Bergen von Okayama glaubt er ein neues Leben beginnen zu können. Nach einiger Zeit kehrt auch Masako zu ihm zurück.

## Rezeption
Mit Früher Frühling wollte Yasujirō Ozu nach eigenen Angaben den Pathos des Lebens der Büroangestellten porträtieren. Das Lexikon des internationalen Films bescheinigt, dass ihm dies gelungen sei, der Film sei eine „eindringliche Milieu- und Situationsbeschreibung des Lebens der unteren sozialen Schichten in einer Massengesellschaft“. Früher Frühling schildere seine Geschichte „genau, mit Liebe zum Detail und ohne Effekthascherei“.
Anlässlich der ersten Aufführung von Früher Frühling in den Vereinigten Staaten lobte Nora Sayre von der New York Times den Film als großartiges Werk, der bereits 1974 als Klassiker betrachtet werden müsse. Die Schauspielerischen Leistungen waren für Sayre tadellos. Ozu habe dramatische Tiefen in dem stillen, einfachen Leben seiner Protagonisten gefunden, die er gekonnt durch kleine Details in der Handlung aufdecke.
Für den Ozu-Biografen David Bordwell steht Früher Frühling für den Versuch, das Shomin-geki-Genre zu modernisieren. Mit einer stärker melodramatischen Handlung und einer stärkeren Betonung sexueller Konflikte sei Früher Frühling ein bewusst jugendorientierter Film, auch wenn Ozu für ihn charakteristische Themen, narrative Strukturen und narrative Strategien wieder eingesetzt habe.